# Transit (filme de 2018)
Transit (bra: Em Trânsito) é um filme de drama alemão de 2018 dirigido e escrito por Christian Petzold. Estrelado por Franz Rogowski, estreou no Festival Internacional de Cinema de Berlim em 17 de fevereiro. O filme segue um refugiado (Franz Rogowski) que se faz passar por um escritor morto na tentativa de fugir de um estado fascista. No Brasil, a Supo Mungam Films iniciou a pré-venda do filme para uma edição limitada em blu-ray que será lançado na Versátil Home Vídeo em 16 de junho de 2021.

## Elenco
- Franz Rogowski - Georg
- Paula Beer - Marie
- Godehard Giese

## Recepção
No Rotten Tomatoes o filme tem uma taxa de aprovação de 94%, com base em 151 resenhas. O consenso diz "Transit faz jus ao seu título com um drama desafiador que captura os personagens - e coloca o público - em um estado de fluxo e exerce uma atração perturbadora."